# Arboti-Zohota
Arboti-Zohota (en francès i oficialment Arbouet-Sussaute), és una comuna de la Baixa Navarra, un dels set territoris del País Basc, al departament dels Pirineus Atlàntics i a la regió de la Nova Aquitània. Limita amb les comunes d'Autevielle-Saint-Martin-Bideren al nord-est. Ozaraine-Erribareita a l'est, Aiziritze-Gamue-Zohazti i Gabadi a l'oest, i Arberatze-Zilhekoa i Domintxaine-Berroeta al sud.

## Demografia
| 1901 | 1962 | 1968 | 1975 | 1982 | 1990 | 1999 |
| --- | ---- | ---- | ---- | ---- | ---- | ---- |
| 437 | 320  | 324  | 293  | 289  | 252  | 227  |
| A partir de 1962, el cens té en compte la població resident definida com a "Population sans doubles comptes" per l'INSEE |      |      |      |      |      |      |

## Administració
| Data d'elecció                               | Identitat             | Qualitat |
| -------------------------------------------- | --------------------- | -------- |
| Les dades anteriors a 1995 no són conegudes. |                       |          |
| 1995                                         | Jean-Marie Larroque   |          |
| 2001                                         | Éric Narbais-Jauréguy |          |